# Saigneville
Saigneville est une commune française située dans le département de la Somme, en région Hauts-de-France.
Depuis juillet 2020, la commune fait partie du parc naturel régional Baie de Somme - Picardie maritime. 
La commune fait aussi partie des villages labellisés Pays d'art et d'histoire qui œuvrent à mettre en avant leur patrimoine,.

## Géographie

### Localisation
Saigneville est un village picard du Vimeu.
À vol d'oiseau, la localité est située à 8 km au sud-est de Saint-Valery-sur-Somme, 9 km au nord-ouest d'Abbeville, 10 km au sud-ouest de Nouvion et à 50 km au nord-ouest d'Amiens.
Le territoire de la commune est limitrophe de ceux de huit communes.
Les communes limitrophes sont Boismont, Cahon, Cambron, Grand-Laviers, Mons-Boubert, Noyelles-sur-Mer, Port-le-Grand et Quesnoy-le-Montant.

### Hydrographie

#### Réseau hydrographique
La commune est située dans le bassin Artois-Picardie. Elle est drainée par la Somme canalisée, le Contre-fossé Rg canal Maritime d'Abbeville à Saint-Valéry-sur-Somme, le marais de flandres et divers autres petits cours d'eau.
Le canal de la Somme, construit entre 1770 et 1827, et mis au gabarit Freycinet en 1880, est long 170 km. Il débute à Saint-Simon où il touche au canal de Saint-Quentin et débouche dans la baie de Somme.
Le contre-fossé du canal maritime d'Abbeville à Saint-Valéry-sur-Somme, d'une longueur de 14 km, prend sa source dans la commune de Abbeville et se jette  dans la baie de Somme à Saint-Valery-sur-Somme, après avoir traversé six communes.

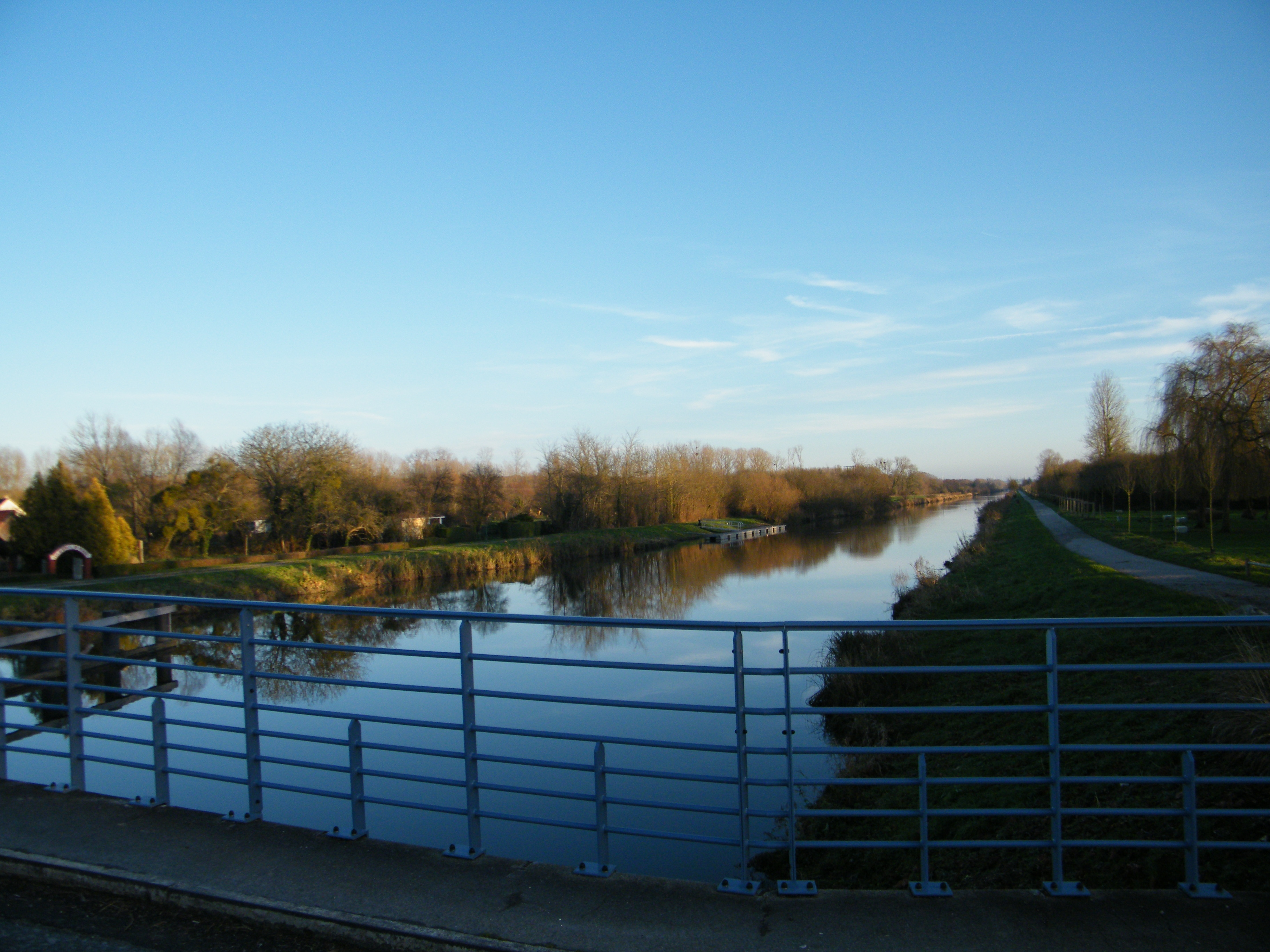
La Somme canalisée.
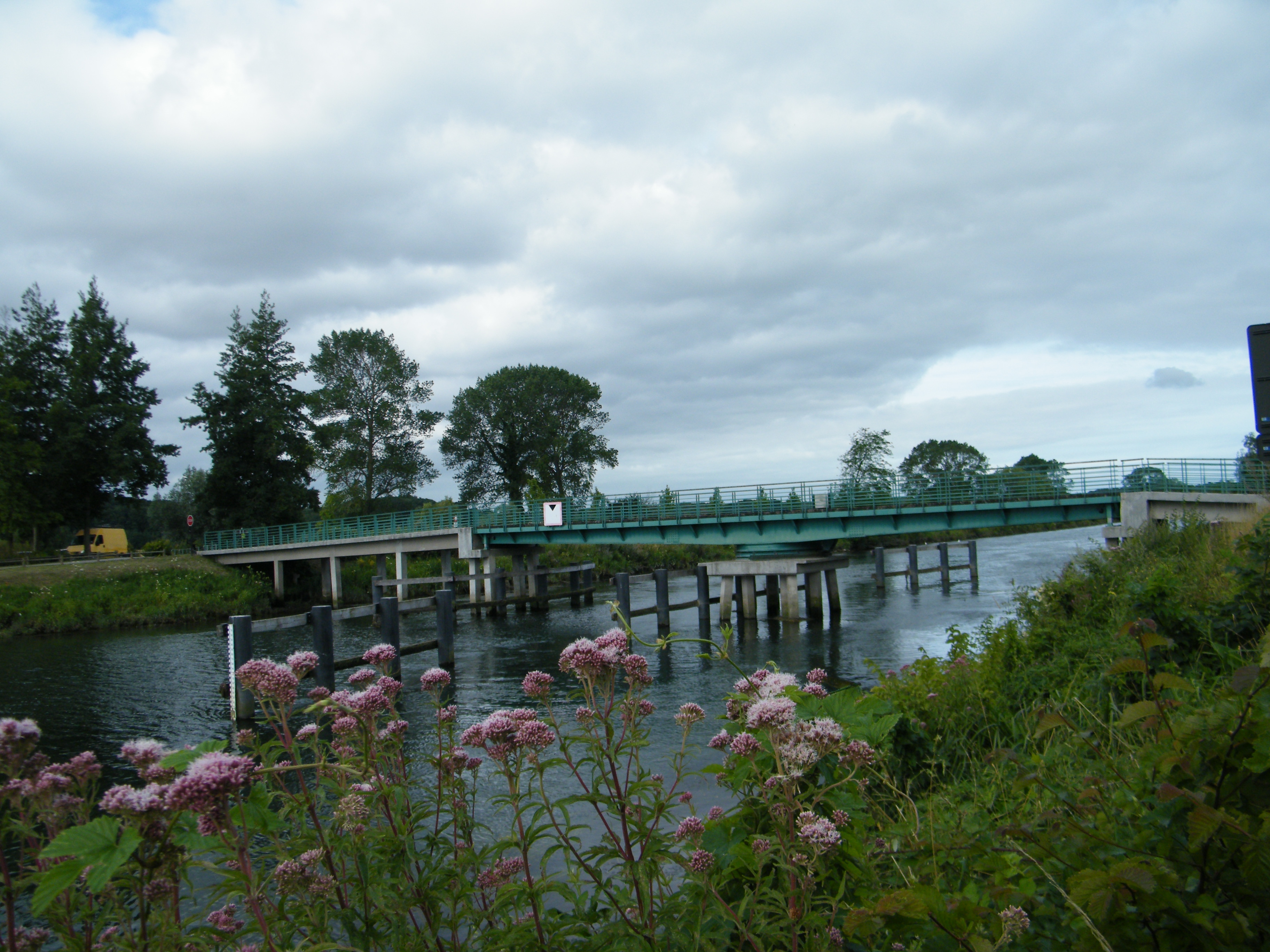
Pont tournant sur le canal, vu à partir de la  rive gauche.
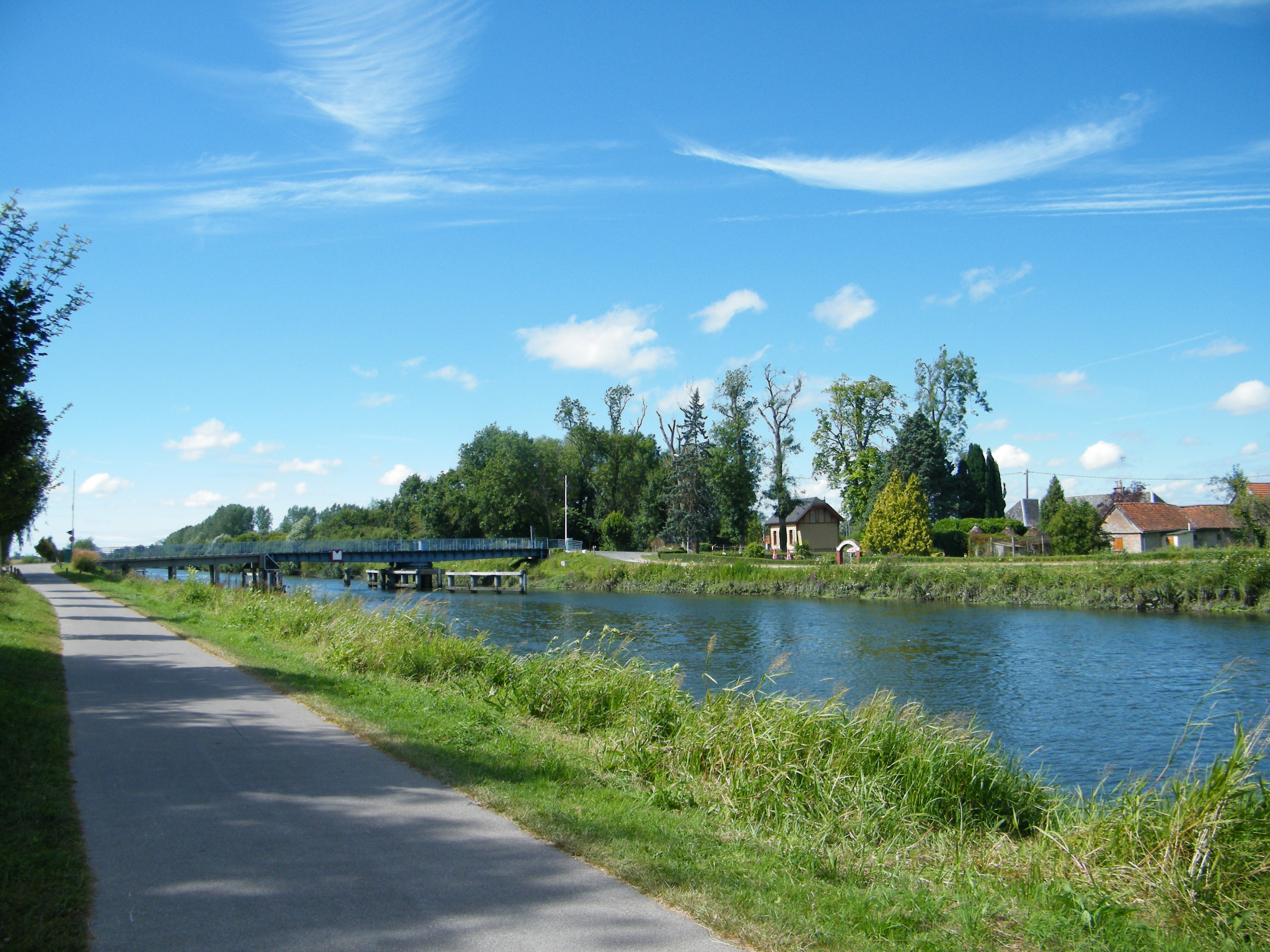
Vue du canal, à partir de la rive gauche, ancien chemin de halage.

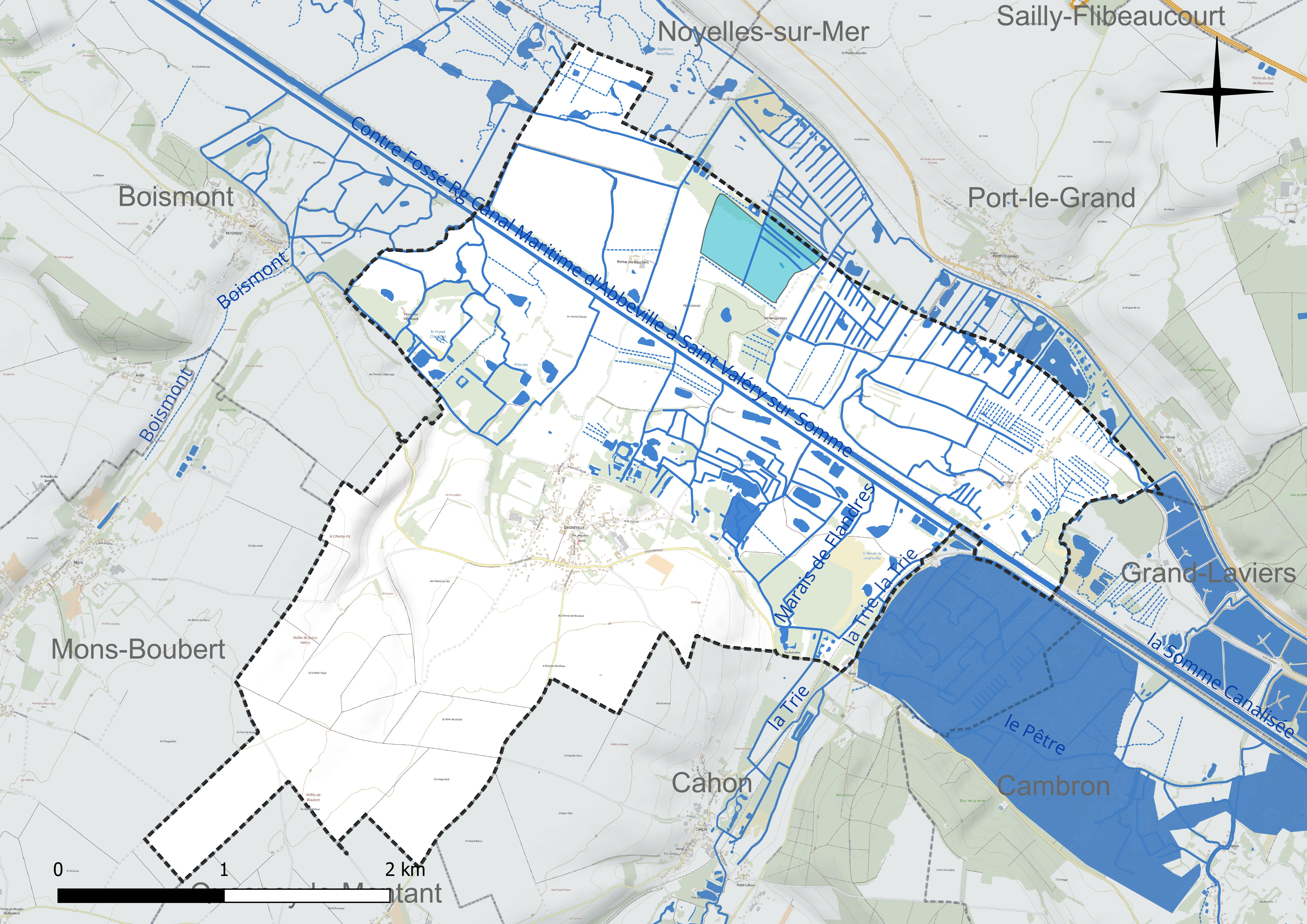
Réseau hydrographique de Saigneville.

#### Gestion et qualité des eaux
Le territoire communal est couvert par le schéma d'aménagement et de gestion des eaux (SAGE) « Somme aval et Cours d'eau côtiers ». Ce document de planification concerne un territoire de 1 835 km2 de superficie, délimité par le bassin versant de la Somme canalisée. Le périmètre a été arrêté le 29 avril 2010 et le SAGE proprement dit a été approuvé le 6 août 2019. La structure porteuse de l'élaboration et de la mise en œuvre est le syndicat mixte d'aménagement hydraulique du bassin versant de la Somme (AMEVA).
La qualité des cours d'eau peut être consultée sur un site dédié géré par les agences de l'eau et l'Agence française pour la biodiversité.

### Climat
Pour des articles plus généraux, voir Climat des Hauts-de-France et Climat de la Somme.
En 2010, le climat de la commune est de type climat océanique franc, selon une étude du CNRS s'appuyant sur une série de données couvrant la période 1971-2000. En 2020, Météo-France publie une typologie des climats de la France métropolitaine dans laquelle la commune est exposée à un climat océanique et est dans la région climatique Côtes de la Manche orientale, caractérisée par un faible ensoleillement (1 550 h/an) ; forte humidité de l'air (plus de 20 h/jour avec humidité relative > 80 % en hiver), vents forts fréquents.
Pour la période 1971-2000, la température annuelle moyenne est de 10,7 °C, avec une amplitude thermique annuelle de 12,9 °C. Le cumul annuel moyen de précipitations est de 807 mm, avec 12,9 jours de précipitations en janvier et 8,3 jours en juillet. Pour la période 1991-2020, la température moyenne annuelle observée sur la station météorologique la plus proche, située sur la commune d'Abbeville à 9 km à vol d'oiseau, est de 11,0 °C et le cumul annuel moyen de précipitations est de 806,2 mm,. Pour l'avenir, les paramètres climatiques de la commune estimés pour 2050 selon différents scénarios d'émission de gaz à effet de serre sont consultables sur un site dédié publié par Météo-France en novembre 2022.

## Urbanisme

### Typologie
Au 1er janvier 2024, Saigneville est catégorisée commune rurale à habitat dispersé, selon la nouvelle grille communale de densité à sept niveaux définie par l'Insee en 2022.
Elle est située hors unité urbaine. Par ailleurs la commune fait partie de l'aire d'attraction d'Abbeville, dont elle est une commune de la couronne,. Cette aire, qui regroupe 73 communes, est catégorisée dans les aires de 50 000 à moins de 200 000 habitants,.

### Occupation des sols
L'occupation des sols de la commune, telle qu'elle ressort de la base de données européenne d'occupation biophysique des sols Corine Land Cover (CLC), est marquée par l'importance des territoires agricoles (84,2 % en 2018), en augmentation par rapport à 1990 (79,2 %). La répartition détaillée en 2018 est la suivante : 
terres arables (41,1 %), prairies (38 %), forêts (9,6 %), zones agricoles hétérogènes (5,1 %), zones urbanisées (3,2 %), zones humides intérieures (3 %). L'évolution de l'occupation des sols de la commune et de ses infrastructures peut être observée sur les différentes représentations cartographiques du territoire : la carte de Cassini (XVIIIe siècle), la carte d'état-major (1820-1866) et les cartes ou photos aériennes de l'IGN pour la période actuelle (1950 à aujourd'hui).

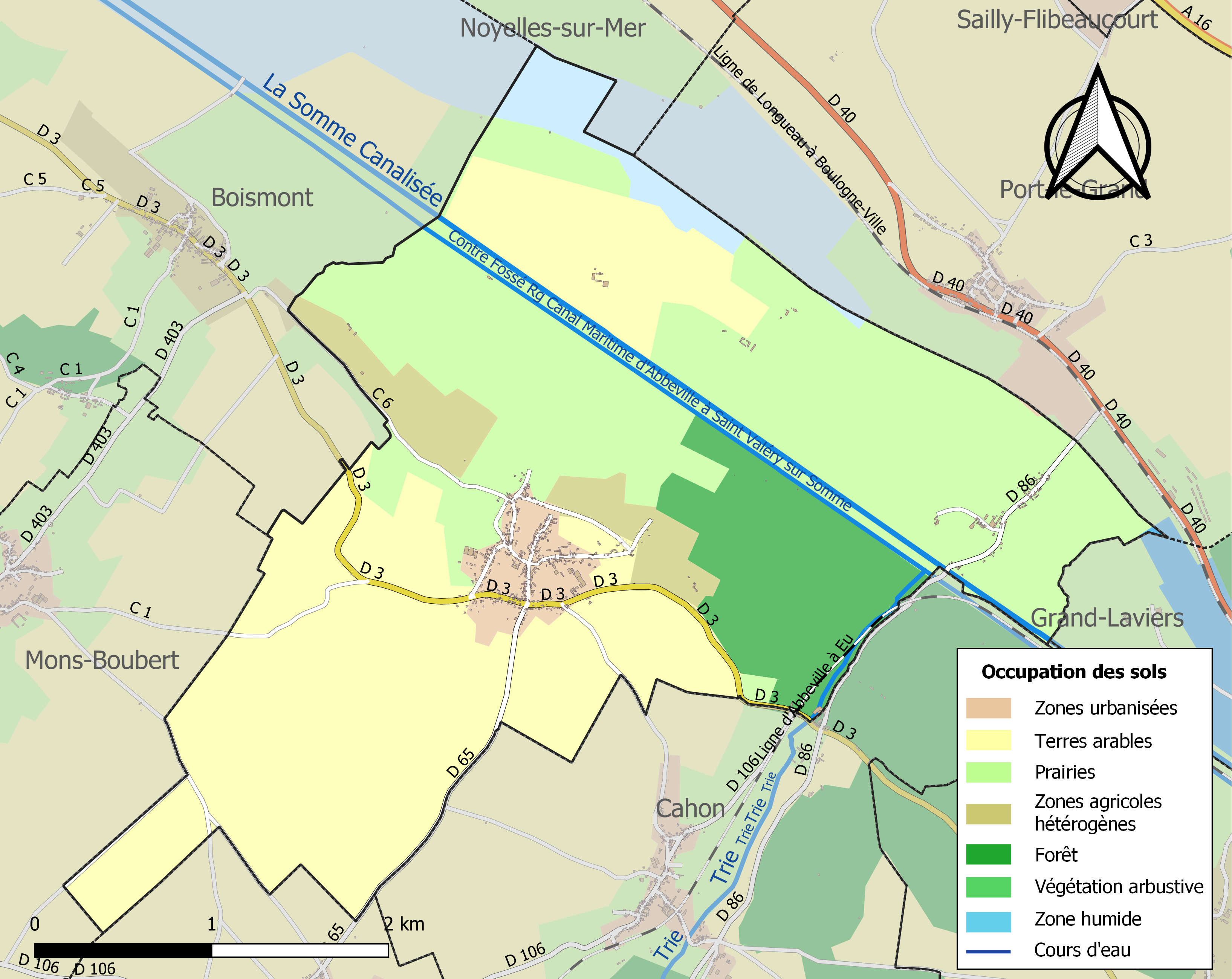
Carte des infrastructures et de l'occupation des sols de la commune en 2018 (CLC).

### Lieux-dits, hameaux et écarts
Le lieu-dit de Petit Port est situé de l'autre coté de la Somme, en rive droite et est limitrophe de la commune de Port-le-Grand.

### Voies de communications et transports
Une vélo-route relie la commune à la baie de Somme, empruntant l'ancien chemin de halage, le long du canal.
En 2019, la localité est desservie par la ligne d'autocars no 5 (Cayeux - Friville-Escarbotin - Abbeville) du réseau Trans'80, Hauts-de-France, chaque jour de la semaine sauf le dimanche et les jours fériés.

## Toponymie
Louandre signale Saisnna villa en 1169, dans sa Topographie du Ponthieu ou Saisnnavilla en 1169. Thomas de Saint-Valery mentionne déjà Seigneville en 1207, d'après M. Cocheris,,; Saigneville en 1301.
Il s'agit d'une formation toponymique médiévale en -ville au sens ancien de « domaine rural ». L'élément Saigne- représente l'ancien français Saisne « Saxon » ou le nom de personne germanique Saxo(n) + -a, Saxo, -onem signifiant par ailleurs « le Saxon » en latin. D'où le sens global de « domaine rural saxon » ou « de Saxo ».
Remarque : François de Beaurepaire cite ce nom germanique sous la forme Saixo à propos de Cesseville (Eure, Sesseville 1195) et Saisseval (Somme). L'archéologie moderne a mis au jour dans la région plusieurs sites pour lesquels elle identifie la présence de Saxons, comme à Vron.

## Histoire
- Le gué de Blanquetaque commence à mi-distance de Port-le-Grand et Noyelles-sur-Mer se dirigeant vers le sud sur Saigneville. Il a permis la traversée de la Somme à plusieurs armées, en particulier à celle d'Édouard III se rendant à la bataille de Crécy, en août 1346, lors de la guerre de Cent Ans.
- En 1579, le châtelain de Vignacourt et sa sœur, dame Suzanne, parrainent la cloche de l'église réalisée par Ancel Gourdi[29].
- Le lieu-dit les Salines marque l'endroit où existait une activité d'extraction de sel sur le fond de vallée autrefois recouvert par la marée haute. Nicolas Barbier est président du grenier à sel de Saigneville en 1652[30].
- À la suite d'un bombardement aérien, dans la nuit du 21 au 22 mai 1918, le dépôt de munitions et carburant de Saigneville explose. Avec ses huit voies de chemin de fer et son étendue sur deux kilomètres, son sort reste dans les  mémoires comme un fait marquant de la Première Guerre mondiale dans la région[31].

## Politique et administration

### Liste des maires
| Période                                  | Période                       | Identité          | Étiquette | Qualité                                                  |
| ---------------------------------------- | ----------------------------- | ----------------- | --------- | -------------------------------------------------------- |
| Les données manquantes sont à compléter. |                               |                   |           |                                                          |
| 1969                                     | 1989                          | Marcel Derambures |           |                                                          |
| Les données manquantes sont à compléter. |                               |                   |           |                                                          |
| mars 2001                                | 2004                          | Jean-Michel Madec |           |                                                          |
| 2004                                     | 2014                          | Jacquy Longuein   |           |                                                          |
| 2014                                     | En cours (au 2 décembre 2020) | Jean Gorriez      |           | Cadre supérieur retraité Réélu pour le mandat 2020-2026, |

### Politique de développement durable
La collectivité intègre le projet Grand site de France en 2004. Des travaux d'aménagement sont alors réalisés. En 2011, elle fait partie des 25 communes de la baie de Somme qui composent le dixième grand site national

## Population et société

### Démographie

#### Évolution démographique
L'évolution du nombre d'habitants est connue à travers les recensements de la population effectués dans la commune depuis 1793. Pour les communes de moins de 10 000 habitants, une enquête de recensement portant sur toute la population est réalisée tous les cinq ans, les populations de référence des années intermédiaires étant quant à elles estimées par interpolation ou extrapolation. Pour la commune, le premier recensement exhaustif entrant dans le cadre du nouveau dispositif a été réalisé en 2004.
En 2022, la commune comptait 336 habitants, en évolution de −18,64 % par rapport à 2016 (Somme : −1,26 %, France hors Mayotte : +2,11 %). Le maximum de la population a été atteint en 1872 avec 664 habitants.
| 1793 | 1800 | 1806 | 1821 | 1831 | 1836 | 1841 | 1846 | 1851 |
| ---- | ---- | ---- | ---- | ---- | ---- | ---- | ---- | ---- |
| 370  | 454  | 518  | 499  | 487  | 526  | 536  | 567  | 613  |

| 1856 | 1861 | 1866 | 1872 | 1876 | 1881 | 1886 | 1891 | 1896 |
| ---- | ---- | ---- | ---- | ---- | ---- | ---- | ---- | ---- |
| 623  | 601  | 644  | 664  | 642  | 660  | 661  | 622  | 607  |

| 1901 | 1906 | 1911 | 1921 | 1926 | 1931 | 1936 | 1946 | 1954 |
| ---- | ---- | ---- | ---- | ---- | ---- | ---- | ---- | ---- |
| 580  | 563  | 520  | 504  | 465  | 454  | 429  | 432  | 427  |

| 1962 | 1968 | 1975 | 1982 | 1990 | 1999 | 2004 | 2006 | 2009 |
| ---- | ---- | ---- | ---- | ---- | ---- | ---- | ---- | ---- |
| 403  | 365  | 330  | 351  | 375  | 385  | 402  | 401  | 392  |

| 2014 | 2019 | 2022 | - | - | - | - | - | - |
| ---- | ---- | ---- | - | - | - | - | - | - |
| 409  | 353  | 336  | - | - | - | - | - | - |

#### Pyramide des âges
La population de la commune est relativement âgée.
En 2018, le taux de personnes d'un âge inférieur à 30 ans s'élève à 26,3 %, soit en dessous de la moyenne départementale (36,4 %). À l'inverse, le taux de personnes d'âge supérieur à 60 ans est de 38,8 % la même année, alors qu'il est de 26,0 % au niveau départemental.
En 2018, la commune comptait 184 hommes pour 189 femmes, soit un taux de 50,67 % de femmes, légèrement inférieur au taux départemental (51,49 %).
Les pyramides des âges de la commune et du département s'établissent comme suit.
| Hommes | Classe d’âge | Femmes |
| ------ | ------------ | ------ |
| 1,1    | 90 ou +      | 1,7    |
| 11,5   | 75-89 ans    | 8,4    |
| 27,0   | 60-74 ans    | 27,9   |
| 20,7   | 45-59 ans    | 24,0   |
| 12,1   | 30-44 ans    | 12,8   |
| 12,1   | 15-29 ans    | 10,1   |
| 15,5   | 0-14 ans     | 15,1   |

| Hommes | Classe d’âge | Femmes |
| ------ | ------------ | ------ |
| 0,6    | 90 ou +      | 1,8    |
| 6,7    | 75-89 ans    | 9,4    |
| 17,2   | 60-74 ans    | 18,1   |
| 19,8   | 45-59 ans    | 19,1   |
| 18,2   | 30-44 ans    | 17,5   |
| 19,4   | 15-29 ans    | 18     |
| 18,2   | 0-14 ans     | 16,2   |

### Enseignement
En regroupement pédagogique avec l'école voisine de Boismont jusqu'en juin 2019, l'école locale à une classe scolarise des enfants des deux villages pour l'année scolaire 2015-2016.
En 2019, un nouveau RPI est créé, associant les communes de Boismont, Franleu, Mons-Boubert et Saigneville. À la rentrée de septembre, deux classes de maternelle seront installées à Mons-Boubert, les autres communes accueilleront une classe élémentaire. La communauté d'agglomération Baie de Somme attend 110 enfants à la rentrée. Un service de repas pour  le midi sera mis en place dans chaque collectivité.

## Culture locale et patrimoine

### Lieux et monuments
- L'église Saint-Fuscien, à campenard et ses arcades du XIIIe siècle[44]. Sa cloche, datée de 1579, mesure 90 cm de haut, elle est classée à l'inventaire des monuments historiques en 1912[29].

- Le gué de Blanquetaque.
- Parcours des trois sources, randonnée au pied de la « falaise ».

Les zones humides locales constituent une partie du site Ramsar de la Baie de Somme et des marais arrière-littoraux (28 communes) dont l'avifaune atteint 365 espèces d'oiseaux sur plus de 19 000 hectares.
- Le château de Saigneville (manoir). Château fort de la Bastille, daté du XIVe siècle, vestige d'un lieu de traversée de la Somme : le gué de Blanquetaque[42].

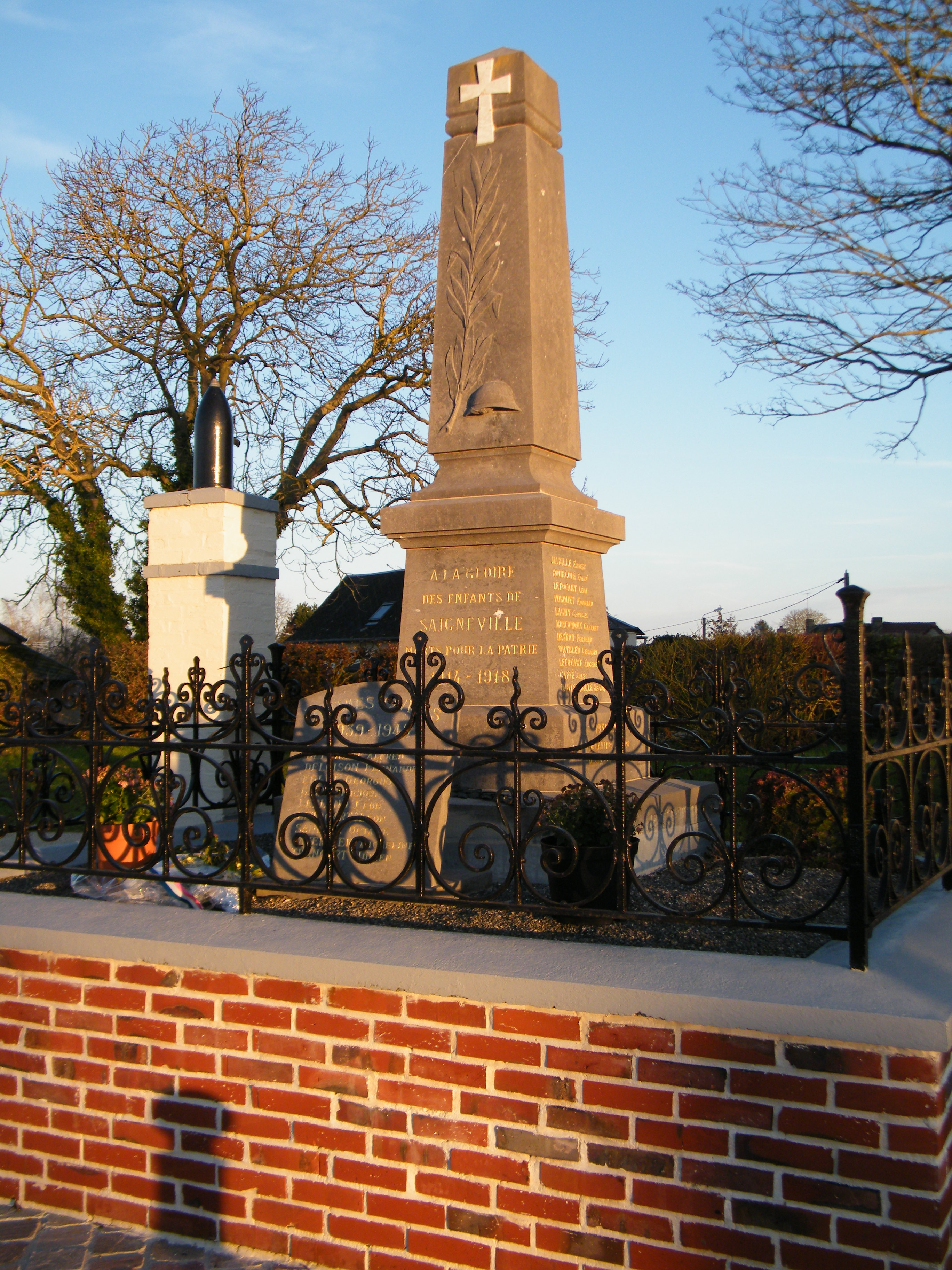
Monument aux morts.
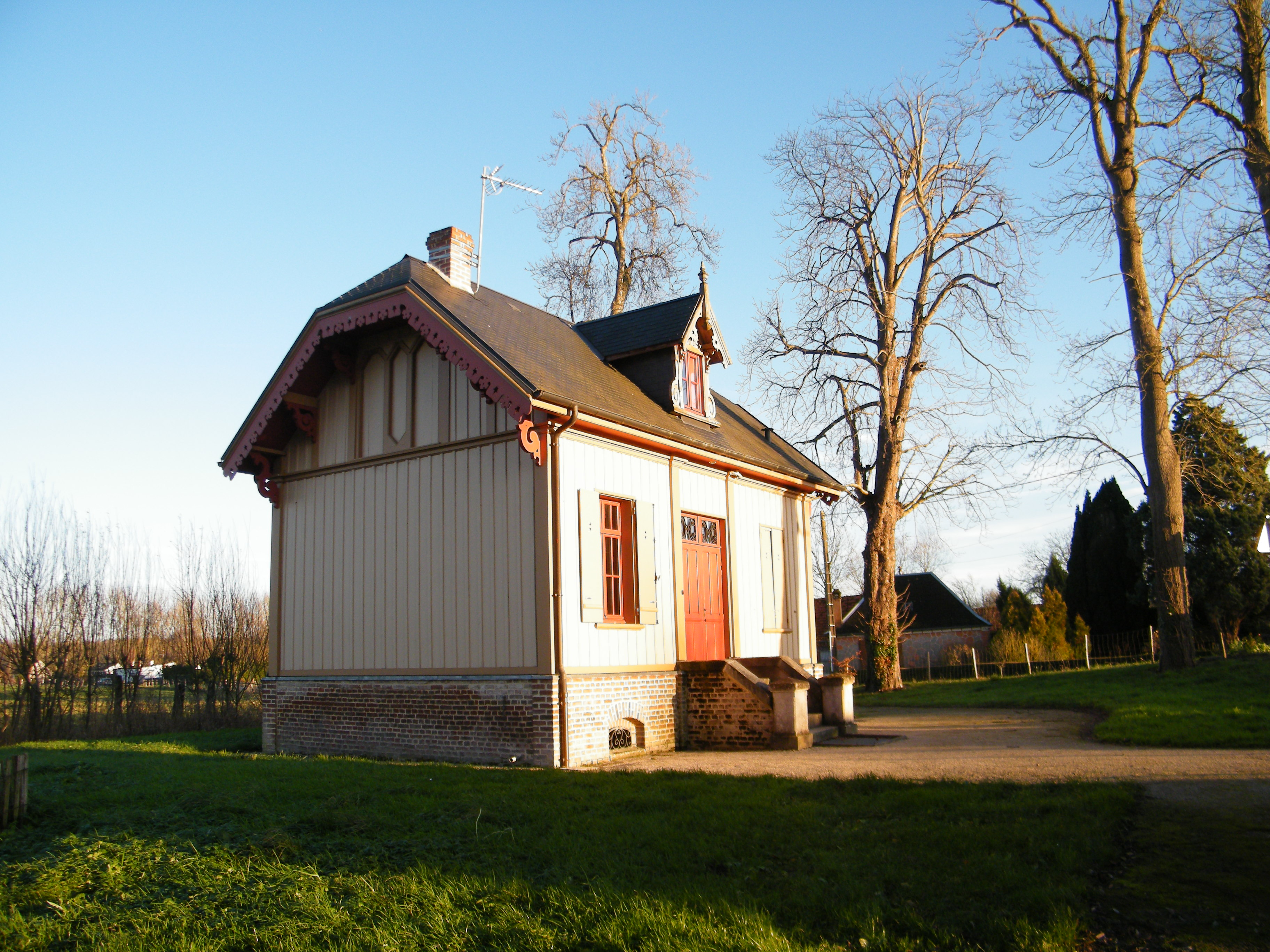
Maison pontonnière.
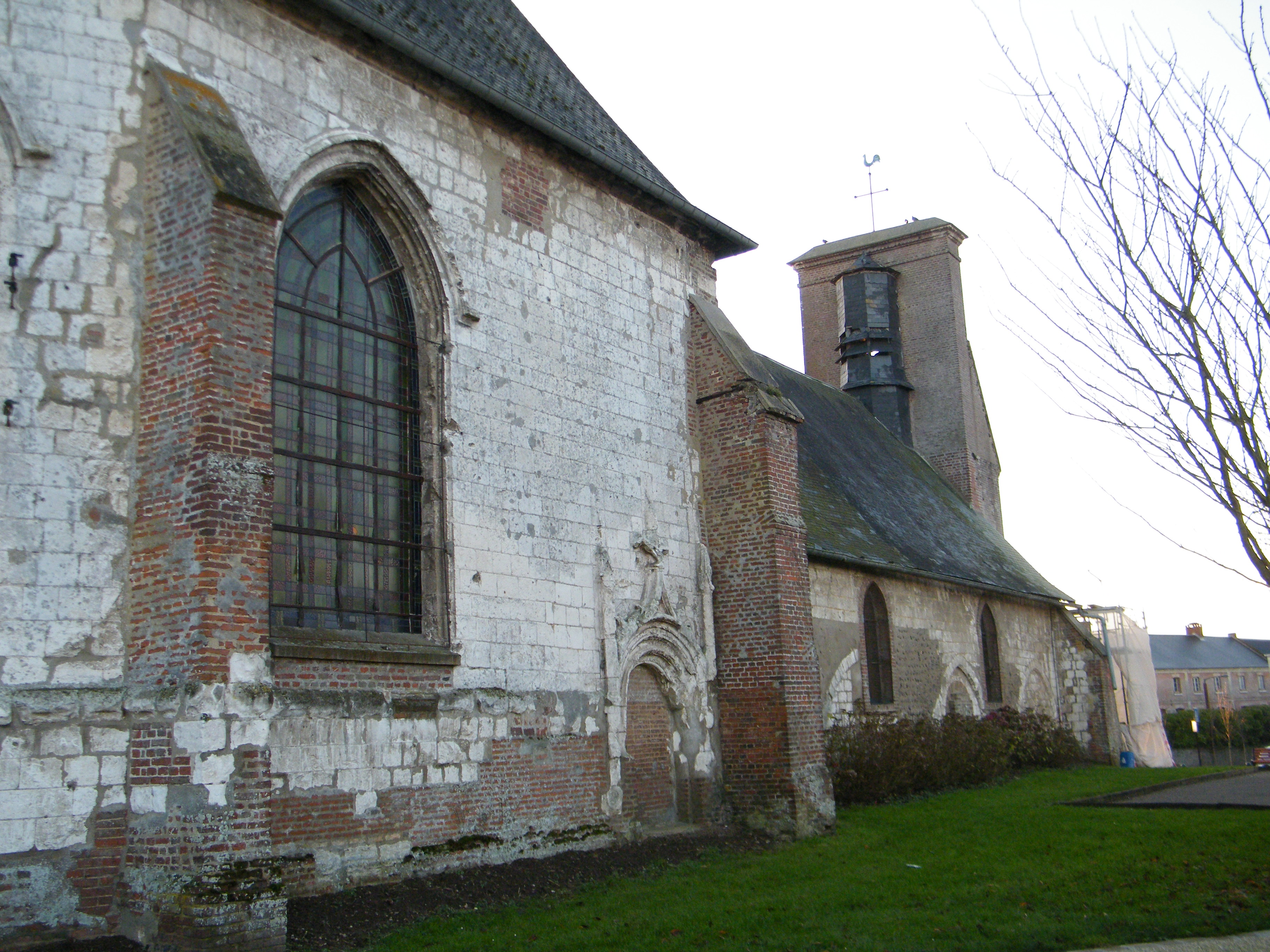
Autre vue de Saint-Fuscien.
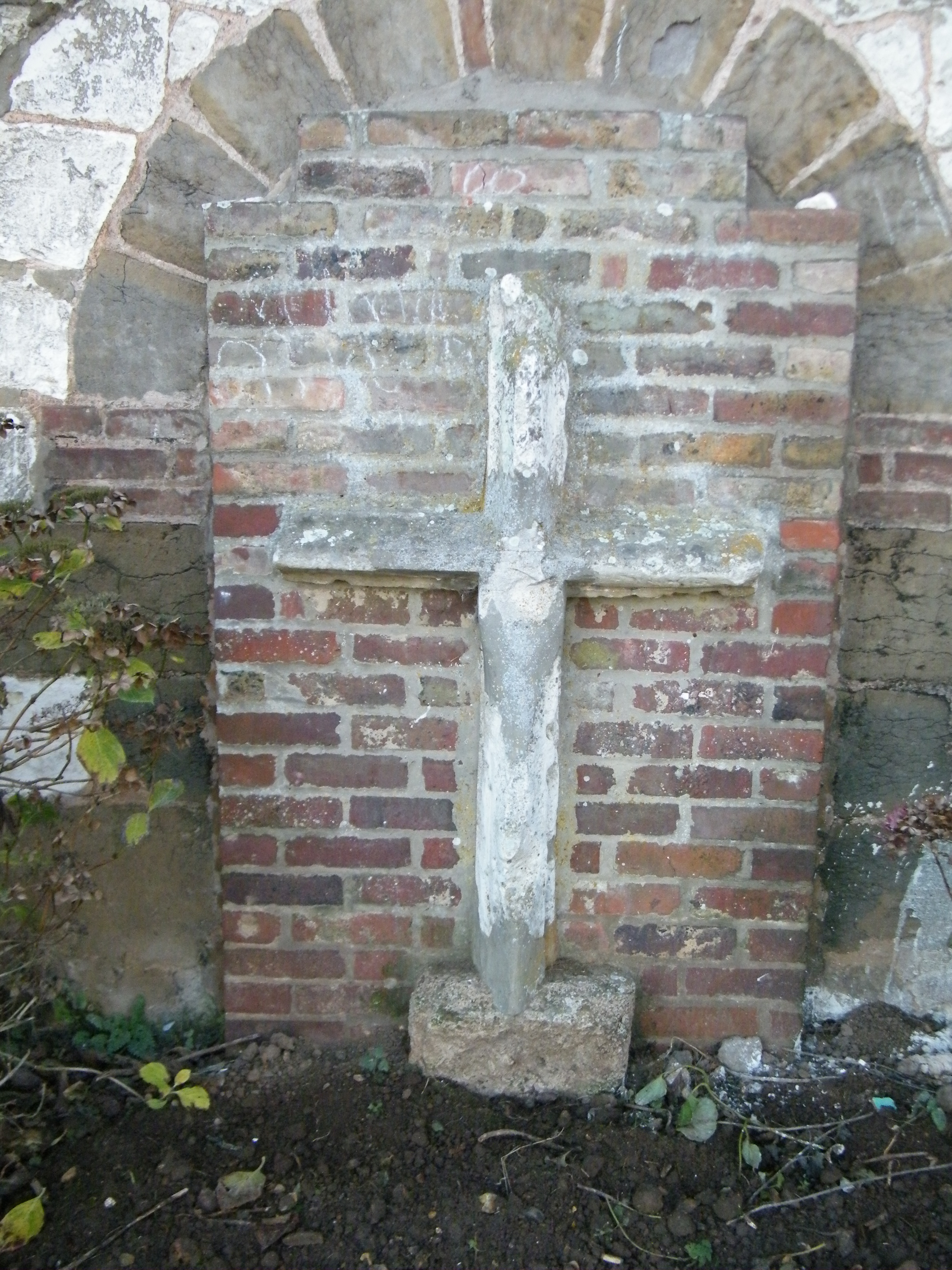
Croix sur le mur de l'église.
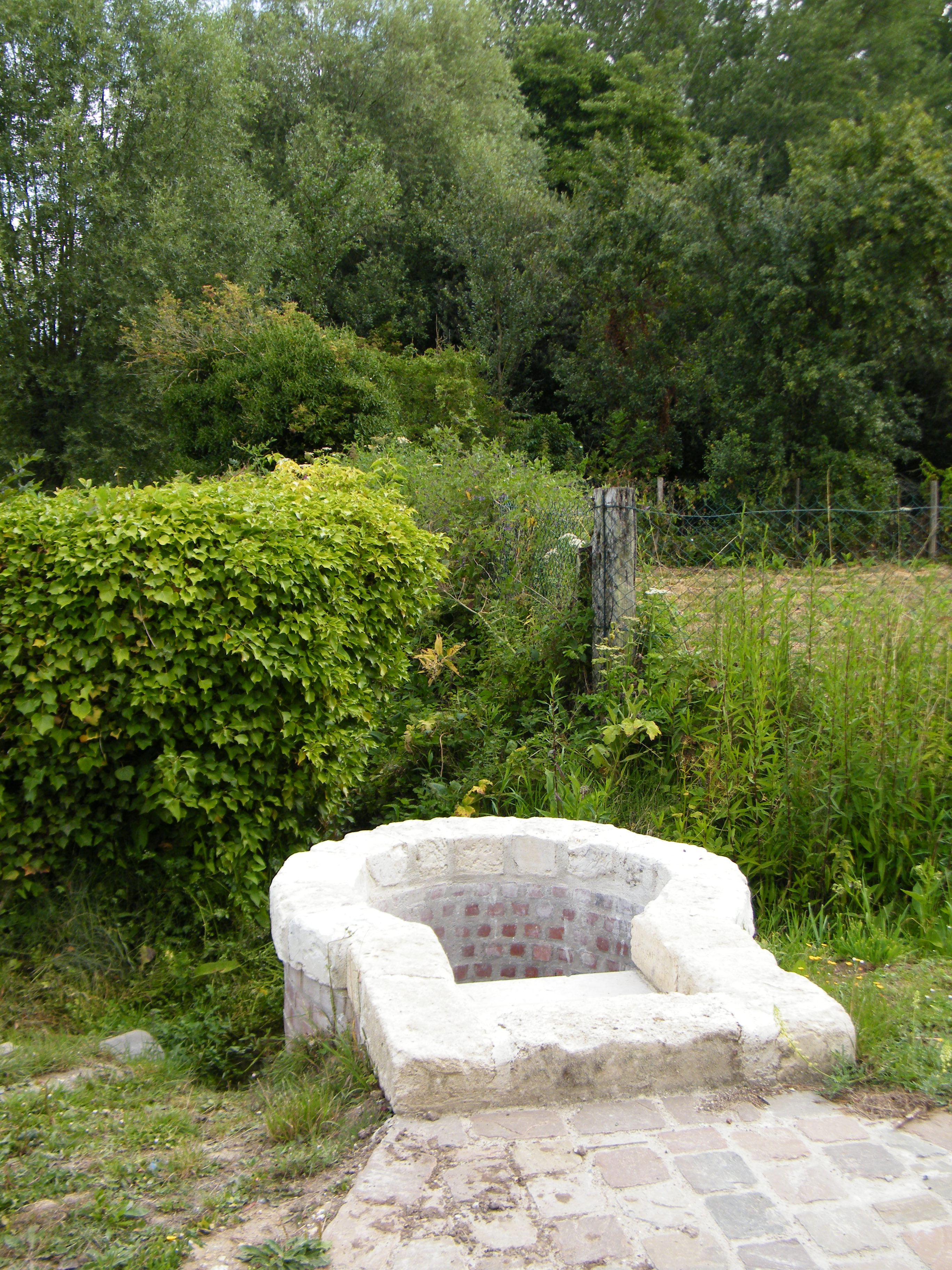
L'une des trois sources de la randonnée.
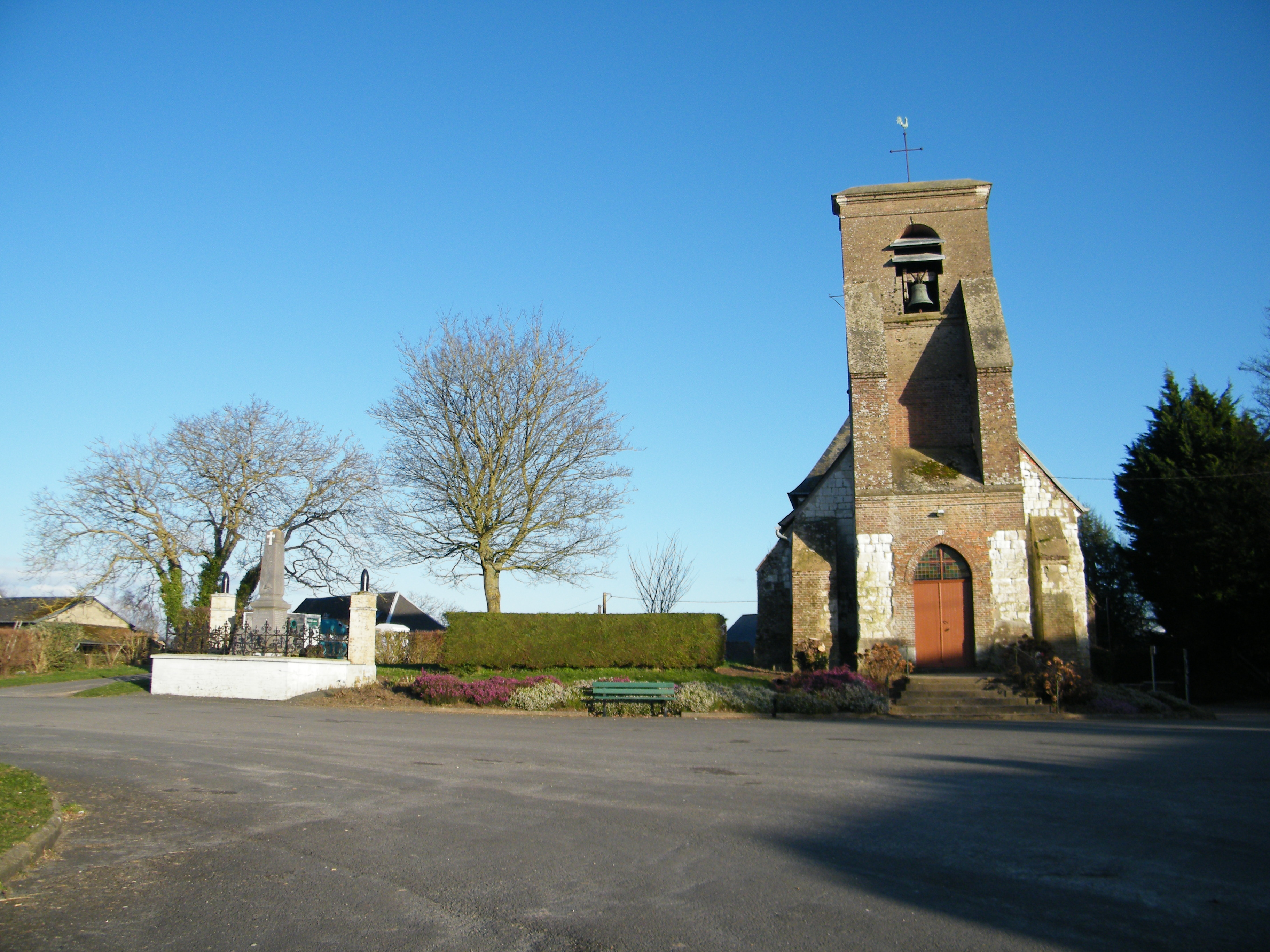
L'église et le monument aux morts

### Personnalités liées à la commune
- Guillaume de Saigneville est mentionné en 1230[25].
- André Mouret, général de division sous la Révolution française et l'Empire, né le 13 novembre 1746 à Saigneville, décédé le 10 octobre 1818 à Versailles, commandeur de la Légion d'honneur en 1804.

### Héraldique
| Blason de Saigneville | Blason  | Tiercé en pairle renversé : au 1er de sinople à quatre roseaux à massettes d'or, empoignés deux par deux, au 2e d'or à trois quintefeuilles d'azur, au 3e d'azur à deux fasces ondées d'argent et à une ancre de sable brochante.                                                   |
| Blason de Saigneville | Détails | Les roseaux évoquent l'étymologie hypothétique du nom du village : le « domaine aux roseaux », les quintefeuilles d'azur rappellent la culture du lin, les fasces représentent la Somme qui arrose la commune et l'ancre, le canal qui traverse la commune. Adopté en juillet 2021. |